# Säsong 4 av Simpsons
Den fjärde säsongen av Simpsons hade premiär 24 september 1992 och avslutades 13 maj 1993 och påbörjades med episoden Kamp Krusty." Show runner för den fjärde säsongen var Al Jean och Mike Reiss. Två avsnitt som visades under säsongen var producerade för den tidigare säsongen med samma show runner. Säsongen blev nominerad till två Primetime Emmy Award och Dan Castellaneta vann en för sin roll som Homer i Mr. Plow. Fjärde säsongen släpptes på DVD, i region 1 den 15 juni 2004, i region 2 den 2 augusti 2004 och i region 4 den 25 augusti 2004.
Säsongens exekutiv producent var Al Jean och Mike Reiss, liksom för tidigare säsonger. Avsnittet Cape Feare vilket var den sista episoden som producerades av "originalteamet" som sändes under säsong 5.
Säsongen vann en Annie Award för "Best Animated Television Program", en Genesis Award för "Best Television Prime Time Animated Series" för avsnittet Whacking Day och en Saturn Award för "Best Television Series". Dan Castellaneta fick en Primetime Emmy Award för "Outstanding Voice-Over Performance". Treehouse of Horror III blev nominerad till Primetime Emmy Award för "Outstanding Individual Achievement in Music Composition for a Series (Dramatic Underscore)" (Alf Clausen) och "Outstanding Individual Achievement in Sound Mixing for a Comedy Series or a Special".

## Avsnitt
| Nr i serien | Nr i säsongen | Titel                                        | Regissör                                  | Författare | Sändningsdatum    | Produktkod |
| --- | ------------- | -------------------------------------------- | ----------------------------------------- | --- | ----------------- | ---------- |
| 60 | 1             | "Kamp Krusty"                                | Mark Kirkland                             | David M. Stern | 24 september 1992 | 8F24       |
| Barts och Lisas sommarlov börjar, och om de har fått bra betyg får de åka till Kamp Krusty. Trots Barts dåliga betyg tillåter Homer honom att åka till lägret. Lägret blir en levande mardröm för Bart och Lisa istället för drömmen som visats i tv-reklamen. Bart lever på hoppet att Krusty ska komma och rädda dem medan Lisa är mera tveksam. Under tiden tänds Homers och Marges kärleksliv på nytt. Gästskådespelare: Marcia Wallace. |               |                                              |                                           | |                   |            |
| 61 | 2             | "A Streetcar Named Marge"                    | Rich Moore                                | Jeff Martin | 1 oktober 1992    | 8F18       |
| Marge får rollen som Blanche DuBois i Linje Lusta, med Llewellyn Sinclair som regissör. Hon har svårt att leva upp till sin rollkaraktär men blir bättre skådespelare då hon tänker på Homer. Maggie placeras på Ayn Rand School for Tots där hon gör revolt då hon inte får ha sin napp. Gästskådespelare: Jon Lovitz och Phil Hartman. |               |                                              |                                           | |                   |            |
| 62 | 3             | "Homer the Heretic"                          | Jim Reardon                               | George Meyer | 8 oktober 1992    | 9F01       |
| Homer tröttnar på att gå i kyrkan och får en vision om att Gud anser att han kan dyrka honom på sitt eget sätt, något som inga andra uppskattar och de försöker omvända honom. Homer älskar sitt nya liv, men får problem då huset börjar brinna. |               |                                              |                                           | |                   |            |
| 63 | 4             | "Lisa the Beauty Queen"                      | Mark Kirkland                             | Jeff Martin | 15 oktober 1992   | 9F02       |
| Springfield Elementary anordnar en karneval där Lisa blir avmålad som en karikatyr och Homer vinner en tur med Duff zeppelinaren. Lisa tappar självförtroendet då hon anser att hon är ful och Homer säljer sin vinst till Barney och anmäler Lisa till Little Miss Springfield som anordnas av Laramie Cigarettes. Hon vägrar delta till en början men förstår sedan hur Homer offrat sig och blir uppsminkad och tränar hårt för att vinna, men kommer bara på andra plats. Men då vinnaren Amber Dempsey hamnar på sjukhus får hon första platsen och blir lycklig och bestämmer sig för att kämpa mot allt ont. Gästskådespelare: Bob Hope |               |                                              |                                           | |                   |            |
| 64 | 5             | "Treehouse of Horror III"                    | Bloodcurdling Carlos Baeza (Carlos Baeza) | Attrocious Al Jean (Al Jean), Johnny Katastrophe Kogen (Jay Kogen), Vicious Jack Vitti (Jon Vitti), Morbid Mike Reiss (Mike Reiss), Scarifying Sam Simon (Sam Simon) & Warped Wally Wolodarsky (Wallace Wolodarsky) | 29 oktober 1992   | 9F04       |
| Programmet inleds med att Homer kallar publiken för fegisar för att de inte vågar stänga av TV:n. Programmet börjar sedan med att familjen Simpsons anordnar ett Halloween-party och Lisa, Abraham och Bart berättar varsin spökhistoria. Clown Without Pity - Bart fyller år och Homer köper en talande Krusty-docka till honom. Dockan vaknar sedan till liv och försöker döda Homer. King Homer - Mr. Burns anställer Marge Bouvier för att åka till Apön och tillfångata "King Homer", en jätteapa. Dial "Z" for Zombie - Bart får omläxa i sin bokläsning och upptäcker en ny avdelning i biblioteket. Han läser där en bok om magi och försöker väcka Snowball I till liv men istället väcker han de döda. Gästskådespelare: Macabre Marcia Wallace (Marcia Wallace). |               |                                              |                                           | |                   |            |
| 65 | 6             | "Itchy & Scratchy: The Movie"                | Rich Moore                                | John Swartzwelder | 3 november 1992   | 9F03       |
| Under föräldramötet busar Bart med farfars löständer, Marge och Homer bestämmer sig för att börja straffa honom men Bart lyckats undgå straffet. Bart lovar att se till Maggie men struntar i det, och då bestämmer Homer att han inte får se nya Itchy & Scratchy-filmen. Bart gör allt för att se filmen och blir olycklig då han är den enda av kompisarna som inte fått se filmen. Gästskådespelare: Marcia Wallace. |               |                                              |                                           | |                   |            |
| 66 | 7             | "Marge Gets a Job"                           | Jeffrey Lynch                             | Bill Oakley & Josh Weinstein | 5 november 1992   | 9F05       |
| Familjens hus börjar luta och för att ha råd att rätta upp huset måste Marge ta ett jobb. Med hjälp av Lisa börjar hon jobba på Springfields kärnkraftverk efter att Jack Marley fått sluta. Mr. Burns blir förälskad i Marge och befordrar henne. För att slippa göra prov lurar Bart i Edna att han är sjuk. Gästskådespelare: Marcia Wallace, Phil Hartman och Tom Jones. |               |                                              |                                           | |                   |            |
| 67 | 8             | "New Kid on the Block"                       | Wes Archer                                | Conan O'Brien | 12 november 1992  | 9F06       |
| Familjen får nya grannar, Ruth och Laura Powers, Bart blir förälskad i Laura men blir ledsen då han får reda på att hon är kär i Jimbo. Då Marge och Homer sitter i domstolen efter att blivit nekad att äta hur mycket som helst på The Frying Dutchman blir Laura barnvakt åt barnen och Bart bestämmer sig då för att sätta dit Jimbo. Gästskådespelare: Pamela Reed, Phil Hartman och Sara Gilbert. |               |                                              |                                           | |                   |            |
| 68 | 9             | "Mr. Plow"                                   | Jim Reardon                               | Jon Vitti | 19 november 1992  | 9F07       |
| Springfield drabbas av snöstorm och då Homer kraschar familjens båda bilar köper han en snöplog och börjar ploga Springfields gator för att tjäna pengar. Homer får sen problem då Barney ger sig in i branschen. Gästskådespelare: Adam West, Linda Ronstadt och Phil Hartman. |               |                                              |                                           | |                   |            |
| 69 | 10            | "Lisa's First Word"                          | Mark Kirkland                             | Jeff Martin | 3 december 1992   | 9F08       |
| Familjen försöker få Maggie att börja tala och Marge börjar berättar historien om Lisas födelse och hur hon började tala, hur familjen flyttade till 742 Evergreen Terrace och Bart blev avundsjuk på Lisa. Gästskådespelare: Elizabeth Taylor. |               |                                              |                                           | |                   |            |
| 70 | 11            | "Homer's Triple Bypass"                      | David Silverman                           | Gary Apple & Michael Carrington | 17 december 1992  | 9F09       |
| Homer får en hjärtattack och har inte råd att betala bypass-operationen. Då han inte heller får några lån operar han sig hos Dr Nick som får hjälp av Lisa som pluggat inför operationen. |               |                                              |                                           | |                   |            |
| 71 | 12            | "Marge vs. the Monorail"                     | Rich Moore                                | Conan O'Brien | 14 januari 1993   | 9F10       |
| Mr. Burns tvingas betala tre miljoner dollar i böter och för pengarna bygger man en monorail. Marge tycker att byggandet är onödigt och får reda på att byggansvarige Lyle Lanley snålar med material och monorailen är livsfarlig. Homer blir anställd som tågförare på monorailen trots sitt dåliga testresultat. Gästskådespelare: Leonard Nimoy och Phil Hartman. |               |                                              |                                           | |                   |            |
| 72 | 13            | "Selma's Choice"                             | Carlos Baeza                              | David M. Stern | 21 januari 1993   | 9F11       |
| Moster Glady dör och Selma försöker skaffa ett barn och hittar kärleken igen, då Homer blir sjuk tar hon med sig Bart och Lisa till Duff Garderns där Lisa blir yr då hon tvingas dricka förorenat vatten och Bart fuskar med säkerhetsreglerna. Gästskådespelare: Phil Hartman. |               |                                              |                                           | |                   |            |
| 73 | 14            | "Brother from the Same Planet"               | Jeffrey Lynch                             | Jon Vitti | 4 februari 1993   | 9F12       |
| Då Homer glömmer hämta Bart från fotbollsträningen söker han sig till en låtsaspappa. Då Homer får reda på det bestämmer han sig för att skaffa ett eget låtsasbarn. Lisa blir beroende av att ringa till Cory och Marge försöker få henne att sluta. Gästskådespelare: Marcia Wallace och Phil Hartman. |               |                                              |                                           | |                   |            |
| 74 | 15            | "I Love Lisa"                                | Wes Archer                                | Frank Mula | 11 februari 1993  | 9F13       |
| Lisa tycker synd om Ralph och skickar ett Alla hjärtans dag-kort till honom och Ralph blir kär i Lisa men hon visar inget intresse, så Ralph försöker få Lisa att gilla henne och bjuder ut henne och får huvudrollen i skolpjäsen. |               |                                              |                                           | |                   |            |
| 75 | 16            | "Duffless"                                   | Jim Reardon                               | David M. Stern | 18 februari 1993  | 9F14       |
| Homer flyr från jobbet för att besöka Duff-fabriken och blir tagen av polisen för rattonykterhet på hemresan. Han förlorar körkortet och Marge övertalar honom att avstå från öl i en månad. Då Bart förstör Lisa skolprojekt bestämmer hon sig för att jämföra hans intelligens med en hamsters. Gästskådespelare: Marcia Wallace och Phil Hartman. |               |                                              |                                           | |                   |            |
| 76 | 17            | "Last Exit to Springfield"                   | Mark Kirkland                             | Jay Kogen & Wallace Wolodarsky | 11 mars 1993      | 9F15       |
| Homer blir nya ordförande för facket och kämpar för att få tillbaka tandvårdsstödet från Mr. Burns för att ha råd att betala Lisas tandställning. Kampen blir hård men arbetarna ger sig inte. Gästskådespelare: Dr. Joyce Brothers. |               |                                              |                                           | |                   |            |
| 77 | 18            | "So It's Come to This: A Simpsons Clip Show" | Carlos Baeza                              | Jon Vitti | 1 april 1993      | 9F17       |
| Homer busar på 1 april och Bart bestämmer sig för att ge igen och Homer hamnar på sjukhuset. Familjen försöker minnas deras glada studender och även allvarliga. |               |                                              |                                           | |                   |            |
| 78 | 19            | "The Front"                                  | Rich Moore                                | Adam I. Lapidus | 15 april 1993     | 9F16       |
| Bart och Lisa blir nya författare till Itchy & Scratchy men använder farfars namn då personalen inte tror att barnen kan skriva ordentliga manus. Homer och Marge går på studentåterträff men Homer blir utskrattad då det tillkännages att han aldrig tog studenten och han börjar på vuxenutbildning. The Adventures of Ned Flanders: Ned vill gå till kyrkan men det vill inte barnen. Gästskådespelare: Brooke Shields. |               |                                              |                                           | |                   |            |
| 79 | 20            | "Whacking Day"                               | Jeffrey Lynch                             | John Swartzwelder | 29 april 1993     | 9F18       |
| Bart blir avstängd från Springfield Elementary efter att Skinner lurat iväg skolans busar inför ett besök av Chalmers. Marge blir Barts lärare då de inte hittar någon passande skola. I Springfield är det dags för "Whacking Day" och Lisa är upprörd över hur alla älskar att behandla ormarna illa och tar hjälp av Bart och Barry White. Gästskådespelare: Barry White. |               |                                              |                                           | |                   |            |
| 80 | 21            | "Marge in Chains"                            | Jim Reardon                               | Bill Oakley & Josh Weinstein | 6 maj 1993        | 9F20       |
| Springfield drabbas av Osaka Flu och Marge råkar snatta en vara på Kwik-E-Mart och hamnar i fängelse, och hela familjen och Springfield hamnar i kaos då inte Marge städar upp. Gästskådespelare: David Crosby och Phil Hartman. |               |                                              |                                           | |                   |            |
| 81 | 22            | "Krusty Gets Kancelled"                      | David Silverman                           | John Swartzwelder | 13 maj 1993       | 9F19       |
| Den nya TV-showen med dockan "Gabbo" blir så populär att Krusty tvingas sluta men Bart och Lisa börjar förstöra för Gabbo och tar hjälp av kändisar inför Krustys comeback. Gästskådespelare: Barry White, Bette Midler, Elizabeth Taylor, Hugh Hefner, Johnny Carson, Luke Perry, Marcia Wallace och Red Hot Chili Peppers. |               |                                              |                                           | |                   |            |

## Hemvideoutgivningar
Säsongen släpptes på DVD av 20th Century Fox i USA och Kanada den 15 juni 2004, därefter har den även släppts i andra länder och innehåller samtliga avsnitt och extra material för alla avsnitt som kommentarer och borttagna scener.
| The Complete Fourth Season (Region 1) | | | |
| Set Details | Set Details | Set Details | Extra material |
| - 22 avsnitt - 4-disk - 4:3 - Språk: - Engelska (Dolby Digital 5.1, med undertexter) - Spanska (Dolby Digital 2.0, med undertexter) - Franska (Dolby Digital 2.0) | - 22 avsnitt - 4-disk - 4:3 - Språk: - Engelska (Dolby Digital 5.1, med undertexter) - Spanska (Dolby Digital 2.0, med undertexter) - Franska (Dolby Digital 2.0) | - 22 avsnitt - 4-disk - 4:3 - Språk: - Engelska (Dolby Digital 5.1, med undertexter) - Spanska (Dolby Digital 2.0, med undertexter) - Franska (Dolby Digital 2.0) | - Kommentarer på samtliga episoder som tillval - Introduktion av Matt Groening - Borttagna scener med kommentarer som tillval - The Cajun Controversy - Bush vs. Simpsons - Animation/ritningar för A Streetcar Named Marge, Itchy & Scratchy: The Movie, Homer's Triple Bypass och So It's Come to This: A Simpsons Clip Show. - Reklamfilmer |
| Releasedatum | | | - Kommentarer på samtliga episoder som tillval - Introduktion av Matt Groening - Borttagna scener med kommentarer som tillval - The Cajun Controversy - Bush vs. Simpsons - Animation/ritningar för A Streetcar Named Marge, Itchy & Scratchy: The Movie, Homer's Triple Bypass och So It's Come to This: A Simpsons Clip Show. - Reklamfilmer |
| Region 1 | Region 2 | Region 4 | - Kommentarer på samtliga episoder som tillval - Introduktion av Matt Groening - Borttagna scener med kommentarer som tillval - The Cajun Controversy - Bush vs. Simpsons - Animation/ritningar för A Streetcar Named Marge, Itchy & Scratchy: The Movie, Homer's Triple Bypass och So It's Come to This: A Simpsons Clip Show. - Reklamfilmer |
| 15 juni 2004 | 2 augusti 2004 | 25 augusti 2004 | - Kommentarer på samtliga episoder som tillval - Introduktion av Matt Groening - Borttagna scener med kommentarer som tillval - The Cajun Controversy - Bush vs. Simpsons - Animation/ritningar för A Streetcar Named Marge, Itchy & Scratchy: The Movie, Homer's Triple Bypass och So It's Come to This: A Simpsons Clip Show. - Reklamfilmer |